# 653
Évszázadok: 6. század – 7. század – 8. század
Évtizedek: 600-as évek – 610-es évek – 620-as évek – 630-as évek – 640-es évek – 650-es évek – 660-as évek – 670-es évek – 680-as évek – 690-es évek – 700-as évek
Évek: 648 – 649 – 650 – 651 –  652 – 653 – 654 – 655 – 656 – 657 – 658

## Események

### Európa
- Miután az előző évben meghalt a pápát támogató Olümpiosz ravennai kormányzó, utódja Theodórosz Kalliopasz végrehajtja II. Kónsztasz császár parancsát és elfogatja I. Martinus pápát, valamint Hitvalló Maximus teológust. A pápát (aki korábban megtagadta a császár monothelétizmust előíró rendeletének elfogadását) Konstantinápolyba viszik, ahol Kónsztasz ki akarja végeztetni, csak a halálos beteg II. Paulosz pátriárka kérésre tesz le szándékáról. A rómaiak az uralkodó parancsának ellenére egyelőre nem választanak új pápát.
- Decemberben meghal II. Paulosz konstantinápolyi pátriárka. Utódjául Pürrhoszt választják újra, akit korábban a Hérakleiosz császár halálát követő belháborúban száműztek.
- Féléves uralkodás után a kicsapongó életet élő Rodoald longobárd királyt egyik nemese meggyilkolja, miután a király megerőszakolta a feleségét. A nemesség I. Aripertet választja utódjául, aki az első katolikus vallású longobárd uralkodó.
- Meghal Theudelapius spoletói herceg. Utóda fia, Atto.
- Meghal Chindaswinth vizigót király. Utóda fia, Recceswinth.
- Penda merciai király a középangolok királyává nevezi ki fiát, Peadát. Peada feleségül kéri Oswiu berniciai király lányát, Ealhflædet és teljesítve a házasság feltételét megkeresztelkedik a népével együtt.
- Meghal a pogány I. (Kis) Sigeberht essexi király. Utóda rokona, II. (Jó) Sigeberht, aki Oswiu nyomására megkeresztelkedik.

### Rasidún Kalifátus
- Muávija szíriai kormányzó kifosztja Rodoszt és Krétát. Rodoszon állítólag összegyűjti a Kolosszus bronzszobrának maradványait és Szíriába viszi, ahol beolvasztás után eladja egy emeszai zsidónak.
- Miután lejár az Örményországra kötött három éves arab-bizánci fegyverszünet, Theodorosz Rstuni örmény kormányzó Muávijának fogad hűséget, aki meghagyja őt az örmények fejedelmének. Rstuni ezután segít a maradék bizánci erők kiűzésében Örményországból. A kész tények elé állított II. Kónsztasz császár elfogadja a provincia elvesztését.

### Japán
- Kótoku japán császár követséget küld Tang Kao-cung kínai császárhoz. Útközben néhány hajót elvesztenek.
- Kótoku unokaöccse és trónörököse Naka no Óe azt követeli a császártól, hogy az uralkodói székhelyet vigyék vissza Nanivából Aszukába. A császár ezt megtagadja, de  trónörökös így is átköltözik és számos miniszter, udvaronc, még Hasihito császárné is követi. Kótoku gyakorlatilag egyedül marad a palotájában.

## Születések
- II. Childeric, frank király

## Halálozások
- Rodald, longobárd király
- Chindaswinth, vizigót király
- I. Sigeberht, essexi király
- Honorius, canterburyi érsek
- Theudelapius, spoletói herceg
- Al-Abbász ibn Abd al-Muttalib, Mohamed próféta nagybátyja

## Fordítás
- Ez a szócikk részben vagy egészben  a(z)   653 című angol Wikipédia-szócikk ezen változatának fordításán alapul.  Az eredeti cikk szerkesztőit annak laptörténete sorolja fel. Ez a jelzés csupán a megfogalmazás eredetét és a szerzői jogokat jelzi, nem szolgál a cikkben szereplő információk forrásmegjelöléseként.